# 岩崎俊一
岩崎 俊一（いわさき しゅんいち、1926年〈大正15年〉8月3日 - 2025年〈令和7年〉7月25日）は、日本の工学者。工学博士（東北大学・1959年）（学位論文「磁気録音に関する研究」）。東北大学名誉教授。東北工業大学名誉理事長。元電子情報通信学会副会長。文化勲章受章者。福島県福島市生まれ、同県郡山市出身。
専門は電気工学・磁気記録。記録密度を飛躍的に上げる手法として垂直磁気記録方式を提唱した。

## 人物
1977年頃に、磁気記録の記録密度を飛躍的に上げる手法として垂直磁気記録方式を提唱した。同方式は基礎研究は進められたものの、いくつかの困難があり、物性的にそれに適した磁気テープなどは割と早くに実現したが、広く市販される商品となったものは光磁気ディスク等といった別方式との併用を除けば、主力機器では東芝による2005年のハードディスク商品化が初であった。受賞や肩書としては前述の他、IEEEからのいくつかの賞と、中国の蘭州大学から名誉教授称号などがある。指導学生に中村慶久（東北大学名誉教授）、田中陽一郎（東北大学電気通信研究所教授（兼山形大学非常勤講師））など。

## 来歴
- 1944年 秋田中学校（現・秋田県立秋田高等学校）卒業
- 1945年 海軍兵学校（75期）卒業
- 1949年 東北大学工学部通信工学科卒業、東京通信工業株式会社（現・ソニー）入社
- 1951年 東北大学電気通信研究所 助手
- 1958年 東北大学電気通信研究所 助教授
- 1959年 工学博士（東北大学）の学位取得（学位論文「磁気録音に関する研究」）
- 1964年 東北大学電気通信研究所 教授
- 1976年 日本学術振興会磁気記録第144委員会委員長（－現在）
- 1979年 テレビジョン学会副会長（－1981年）、学術審議会専門委員（科学研究費分科会）（－1981年）
- 1983年 日本応用磁気学会副会長（－1985年）
- 1985年 1987年国際応用磁気会議組織委員長（－1987年）
- 1986年 東北大学電気通信研究所所長、東北大学評議員
- 1987年 学術審議会専門委員（特定研究領域推進分科会）
- 1988年 電子情報通信学会副会長[6]（－1990年）、電子情報通信学会名誉員、電気学会名誉員、中国蘭州大学名誉教授
- 1989年 東北大学退職。東北工業大学学長、東北大学名誉教授、日本応用磁気学会会長（－1991年）、テレビジョン学会名誉会員
- 1990年 日本音響学会名誉会員、日本学術振興会協力会理事、同評議員（－1996年）
- 1991年 日本応用磁気学会名誉会員、文部省宇宙科学研究所評議員（－1997年）、日本学術会議第15期会員(第5部)（－1994年）
- 1992年 東北工業大学大学院工学研究科長（－現在）
- 1993年 文部省統計数理研究所評議員（－1997年）
- 1994年 宮中「講書始の儀」における進講者をつとめる（表題:「磁気と情報」）
- 1994年 日本学術会議第16期会員(第5部)（－1997年）
- 1997年 日本学術会議第17期会員(第5部)（－2000年）
- 1998年 日本学術振興会協力会評議員（－2000年）
- 1999年 中国ハルビン工業大学名誉教授
- 2001年 中国長春光学精密機械学院（現・長春理工大学）名誉教授
- 2003年 日本学士院会員
- 2004年 東北工業大学 理事長（学長兼任）。大学院の設置、新学科の設立、ハイテクリサーチセンターの創設、キャンパスの整備などに尽力。
- 2008年 東北工業大学 理事長・名誉学長
- 2016年 東北工業大学 名誉理事長
- 2025年7月25日、肺炎のため仙台市内の病院で亡くなった。98歳没[7][8]。

## 受賞歴
- 1955年 電気学会 論文賞
- 1957年 電子通信学会 稲田記念賞
- 1960年 電子通信学会 岡部記念賞
- 1963年 日本音響学会 佐藤論文賞

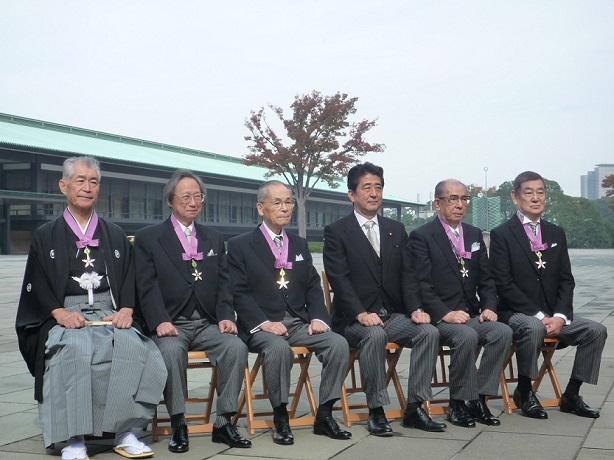
2013年11月3日、文化勲章親授式後に静岡県理事長本庶佑（左端）、高志の国文学館館長中西進（左から2人目）、書家高木聖鶴（左から3人目）、俳優高倉健（右端）と皇居宮殿東庭で記念撮影

- 1969年 テレビジョン学会 丹羽・高柳記念業績賞
- 1973年 電子通信学会 論文賞
- 1977年 服部報公会 報公賞
- 1979年 電子通信学会 業績賞
- 1983年 テレビジョン学会 丹羽・高柳記念功績賞
- 1984年
  - IEEEフェロー（アメリカ合衆国電気電子学会）（高密度磁気記録技術の開発における優れた貢献）
  - 東レ科学技術賞（東レ科学振興会）
- 1985年 日本応用磁気学会 論文賞
- 1986年
  - 藤原賞（藤原科学財団）
  - 日本応用磁気学会 学会賞
- 1987年
  - 日本学士院賞（高密度磁気記録の研究により学術の進歩に著しい貢献）
  - 文化功労者顕彰（コンピュータなどに使われる磁気テープ、ディスクの磁気記録方式を高密度化する研究で優れた業績）
- 1988年
  - IEEE コンピュータソサエティー（アメリカ合衆国電気電子学会）Technical Achievement Award（高密度磁気記録に大きな貢献をした学術業績賞）
  - 科学技術庁長官賞(科学技術功労者)（垂直磁気記録方式の研究開発）、中国蘭州大学名誉教授称号授与
- 1989年
  - IEEE Fields Award（アメリカ合衆国電気電子学会フィールズ賞）
  - Cledo Brunetti Award（クレド・ブルネッティ賞）（磁気記録システムの小型化に対する優れた貢献）
  - 電子情報通信学会 功績賞
- 1990年 河北文化賞（河北文化事業団）
- 1993年 C&C賞（財団法人C&C振興財団）
- 1996年 高柳記念賞（高柳記念電子科学技術振興財団）
- 2002年
  - IEEE マグネティックスソサエティー（アメリカ合衆国電気電子学会）
  - Achievement Award 2002（磁気記録産業と垂直磁気記録に対する優れた貢献）
- 2010年 日本国際賞「工業生産・生産技術」分野（垂直磁気記録方式の開発による高密度磁気記録技術への貢献）[9]
- 2014年 ベンジャミン・フランクリン・メダル

## 叙勲
- 1992年 福島県県外在住功労者県知事表彰
- 1999年 仙台市特別市制功労者表彰
- 2003年 瑞宝重光章[10]
- 2013年 文化勲章[11]